# Ролан де ла Пуеп
Ролан де ла Пуеп (фр. Roland de la Poype; нар. 28 липня 1920, Ле-Прадо — 23 жовтня 2012, Сен-Тропе) — французький льотчик, Герой Радянського Союзу (1944). У ході Другої світової війни був одним з льотчиків винищувального авіаполку «Нормандія-Німан» що входив до складу 1-ї повітряної армії РСЧА.

## Життєпис
Народився 28 липня 1920 року в м. Ле-Прадо (департамент Пюї-де-Дом) Франції. 15 серпня 1939 року вступив до ВПС Франції, пілотське посвідчення отримав 15 березня 1940 року. Навчався в училищі в Етампі.
Після капітуляції Франції 23 червня 1940 року перебрався до Великої Британії і приєднався до руху «Вільна Франція». У період з липня 1940 по січень 1941 року брав участь в операціях на території французької Західної Африки. Потім повернувся до Британії і завершив свою льотну і бойову підготовку. Пізніше сержант Де ла Пуеп був зарахований в ескадрилью Королівських ВПС, літав на винищувачах Спітфайр, та згодом отримав офіцерське звання. Невдовзі йому випала можливість вибору: літати на штурмовку ворожих об'єктів з авіаносця, який базувався в Середземному морі, або вирушити на Східний фронт. Так, Пуеп в кінці листопада 1942 року прибув до СРСР, вдосконалюючи свої льотні навички вже на Яку.
На кінець жовтня 1944 року Ролан де ла Пуеп мав на рахунку 16 перемог (9 з них — у групі) та виконав близько 125 бойових вильотів.
27 листопада 1944 року за мужність і відвагу проявлені в боях з німецько-фашистськими загарбниками, громадянину Французької республіки старшому лейтенанту полку «Нормандія-Німан» Ролану де ля Пуепу надано звання Героя Радянського Союзу.
Після закінчення війни продовжив службу у ВПС Франції.
Демобілізувався у званні полковника в 1947 році, зайнявся бізнесом. Впроваджував поширення інноваційного одноразового упаковання для косметичних засобів відомих французьких брендів.
У 1970 році створив великий морський зоопарк «Marineland Antibes» на Французькій Рив'єрі (м. Антіб, деп. Приморські Альпи).
Помер 23 жовтня 2012 року в Сен-Тропе (деп. Вар) на 93-му році життя.